# Yuji Kajikawa
Yuji Kajikawa (født 26. juli 1991) er en japansk fodboldspiller, som spiller for den japanske fodboldklub Tokushima Vortis.